# Saint-Matré
Saint-Matré foi uma antiga comuna francesa na região administrativa de Occitânia, no departamento de Lot. Estendia-se por uma área de 6,41 km². Em 2010 a comuna tinha 117 habitantes (densidade: 18,3 hab./km²).
Em 1 de janeiro de 2019, ela foi incorporada ao território da nova comuna de Porte-du-Quercy.